# Hajo Herrmann
Hans-Joachim "Hajo" Herrmann (1 de agosto de 1913 – 5 de noviembre de 2010) fue un piloto de la Luftwaffe y oficial de la Segunda Guerra Mundial y fue galardonado con la Cruz de Caballero con Hojas de Roble, Espadas y Diamantes. Después de la guerra, Hermann se convirtió en un activista y abogado nazi cuyos casos incluían la defensa de neonazis y negadores del genocidio, al tiempo que promovía la negación del movimiento y sus organizaciones.

## Carrera militar
Hermann comenzó su carrera militar como oficial de infantería pero fue promocionado a la Luftwaffe en 1935. De 1936 a 1937, fue piloto de bombardero en la Legión Cóndor en la Guerra civil española.
A principios de la Segunda Guerra Mundial, Hermann realizó misiones en la Invasión de Polonia y la Campaña de Noruega. En 1940 fue comandante del Séptimo Staffel de KG 4 y participó en la Batalla de Inglaterra. Hundió 70.000 toneladas de barcos aliados como piloto de bombardero y fue clave en el ataque al convoy  PQ-17.
En febrero de 1941, su grupo fue transferido a Sicilia, desde donde atacó Malta y participó en la Batalla de Grecia. En un ataque, Herrmann hundió el barco de municiones SS Clan Fraser en el Puerto del Pireo. La explosión hundió once barcos más e inutilizó el puerto griego durante muchos meses.
En julio de 1942, fue asignado al Estado Mayor en Alemania, donde se convirtió en asistente del comandante de la Luftwaffe Hermann Göring. En 1942, Herrmann fue nombrado miembro del Estado Mayor Operativo de la Luftwaffe. Jugó un papel clave en la creación del ala de caza nocturno Jagdgeschwader 300 Wilde Sau utilizando cazas diurnos por la noche en respuesta a las incursiones nocturnas del Comando de Bombarderos de la Royal Air Force (RAF) en Alemania a mediados de 1943.
En diciembre de 1943, Herrmann fue nombrado Inspector de Defensa Aérea de la Luftwaffe. En 1944, era Inspector General de Cazas Nocturnos y recibió la Cruz de Caballero con Hojas de Roble y Espadas. A finales de 1944, dirigió la Novena División Aérea.
Herrmann fue uno de los principales responsables del despliegue táctico de los "Rammjäger" (Sonderkommando Elbe), enviados a combate en abril de 1945. Los voluntarios pilotos suicidas, a menudo de entre 18 y 20 años, debían ser entrenados para ser lo suficientemente competentes como para controlar cazas especialmente aligerados y no blindados Bf 109 y derribar bombarderos aliados embistiendo la cola o las superficies de control con las hélices de sus aviones y rescatándolos si era posible. La intención de Herrmann era reunir a un gran número de estos cazas para un ataque único contra las formaciones de bombarderos de la USAAF con la esperanza de causar suficientes pérdidas y así reducir la ofensiva de bombardeo durante unos meses. La escasez de combustible impidió el empleo de las grandes cantidades requeridas, aunque de una misión de este tipo, el 7 de abril de 1945, de los 120 cazas así comprometidos sólo regresaron quince.

## Carrera como abogado y activismo nazi
Herrmann se rindió a las fuerzas soviéticas después de la guerra, fue hecho prisionero durante 10 años y regresó a Alemania en 1955. Posteriormente, estudió derecho y se estableció en Düsseldorf. Defendió a Otto Ernst Remer, el jefe del neonazi Partido Socialista del Reich y la negadores del Holocausto como David Irving y Fred A. Leuchter. La afinidad de Hermann por Remer, un nazi comprometido y ex oficial de la Wehrmacht, venía de sus actividades mutuas de negación del Holocausto. En octubre de 1999 hizo una entrevita con los historiadores Colin Heaton y Jon Guttman.
En 1959 Herrmann se casó con la soprano Ingeborg Reichelt. La pareja tuvo dos niños.

## Condecoraciones
- Cruz española en Bronce con espadas[9]
- Cruz de hierro (1939) Segunda clase (octubre de 1939) y Primera clase (27 de mayo de 1940)[10]
- Copa de Honor de la Luftwaffe (28 de septiembre de 1940)[11]
- Cruz alemana en oro el 5 de junio de 1942 como Hauptmann./KG 30[12]
- Cruz de Caballero con Hojas de Roble, Espadas y Diamantes
  - Cruz de caballero el 13 de octubre de 1940 como Oberleutnant y Staffelkapitän de 7./KG 4 "General Wever" [13]
  - 269.º Hojas de roble el 2 de agosto de 1943 como Mayor y Geschwaderkommodore of JG 300[13]
  - 43.er Espadas el 23 de enero de 1944 como Oberst y Inspekteur der Nachtjagd en el Reichsluftfahrtministerium y comandante de la 30.ª Jagd-Division[13]